# Tinypic
TinyPic è stato un servizio di condivisione di immagini e video, nato nell'aprile 2004.
Permetteva l'upload di file jpeg, bmp, gif, pcx, png, psd e tiff fino ad un massimo di 1600 pixel.
Offriva anche l'upload di video, purché essi non superassero i 100MB o i 5 minuti.
Al 1º gennaio 2013 risultava come il 715° sito più visitato al mondo secondo l'Alexa rank.

## Contenuto
TinyPic era gestito da photobucket.com e funzionava allo stesso modo. L'utilizzo era libero e la registrazione non necessaria, anche se gli utenti registrati disponevano di maggiori funzioni.
Ogni immagine che veniva caricata doveva avere come dimensione massima i 1600 pixel; le immagini troppo grandi venivano ridimensionate in modo da rientrare nei limiti. Dopo che i file erano stati caricati dagli utenti, veniva visualizzato un link ai contenuti che permetteva la loro condivisione tramite email, forum, pagine web e numerosi social network, come Facebook.

## Interruzione del servizio
Ad agosto 2019 il sito ha iniziato ad avvertire i propri utenti dell'interruzione del servizio sia tramite mailing list che attraverso un avvertimento sul sito web indicando come causa il sempre più decrescente profitto derivato dalla pubblicità sul sito che non può più sostenere l'erogazione del servizio gratuito, suggerendo agli utenti di considerare il passaggio al proprio sito gemello a pagamento Photobucket. Il sito è stato chiuso il 9 settembre 2019.